# Cosmopolitan Twarda 2/4
Cosmopolitan Twarda 2/4, anciennement connu sous le nom de Twarda Tower ou Hines Tower, est un gratte-ciel principalement résidentiel (160 mètres de haut, 44 étages) dans le centre de Varsovie, en Pologne. Le projet a été développé par Tacit Development Polska. 

## Description
La tour comprend 252 appartements de 54 à 198 mètres carrés (580 à 2 130 pieds carrés), avec une surface totale nette des étages hors sol pouvant atteindre 32 000 m² (340 000 pieds carrés). Quatre penthouses sont prévus au dernier étage, dont le rez-de-chaussée, situé le long de la rue Twarda, doit servir d'espace commercial pour les magasins et les services et dont la partie souterraine a été conçue pour accueillir un parking de 300 véhicules. 
Les premiers plans de construction élaborés sur cette parcelle ont été révélés en 2006 lorsque la Fondation Shalom a nommé l'architecte polonais de premier plan Stefan Kuryłowicz (en) pour concevoir une tour. Peu de temps après, la Fondation a été contrainte, par manque de fonds, de vendre le terrain à Tacit Development. Une nouvelle conception a été préparée par l'architecte allemand Helmut Jahn. Jusqu'en 2011, Hines a été le promoteur du projet, mais Tacit, l'investisseur à l'origine du projet, l'a repris. 
Cosmopolitan Twarda 2/4 était le plus haut immeuble résidentiel achevé à Varsovie, et le deuxième en Pologne (après Sky Tower dans Wrocław). Il est tombé à la troisième place lors de l'achèvement de Złota 44 (en).

## Galerie

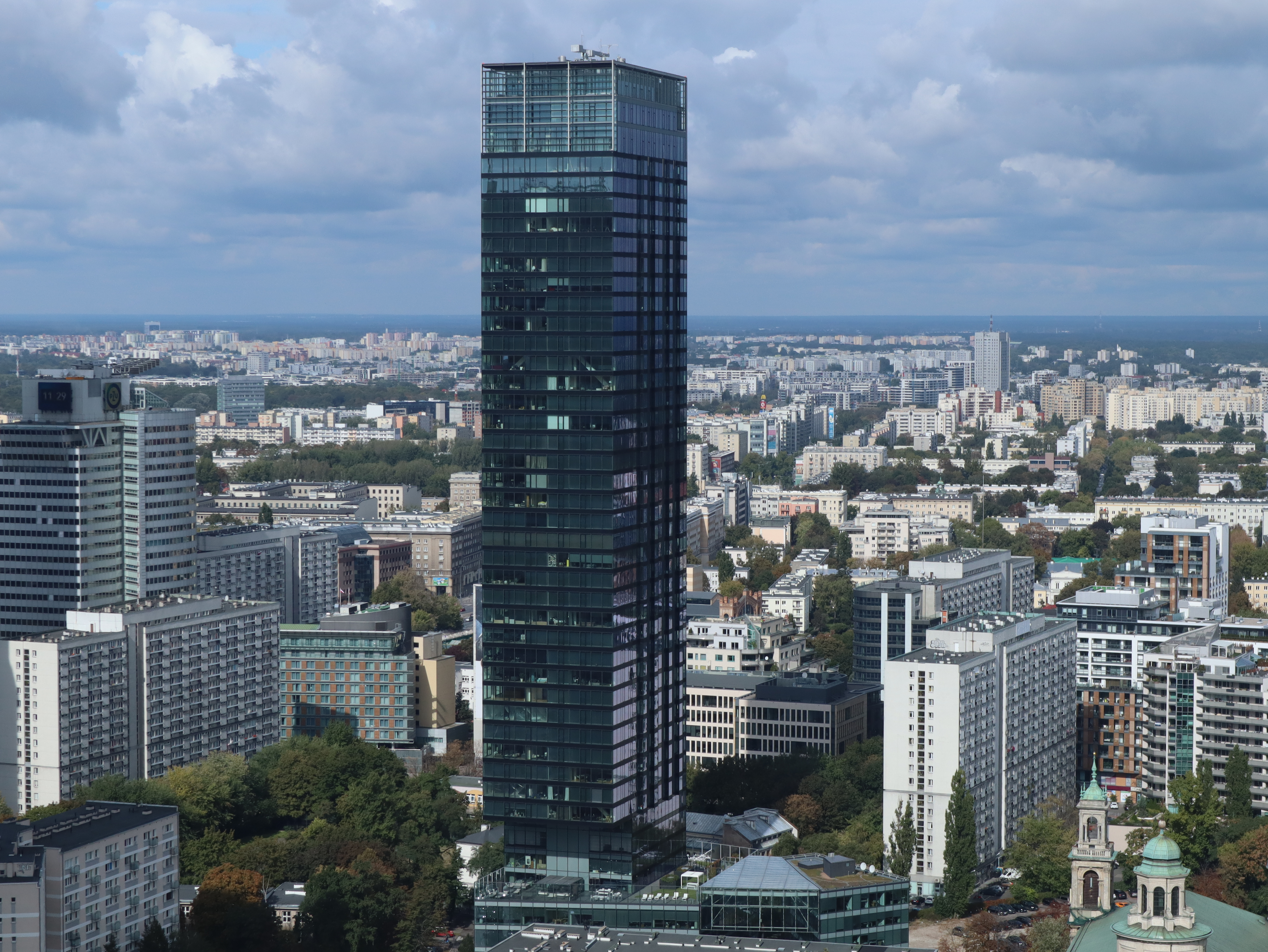
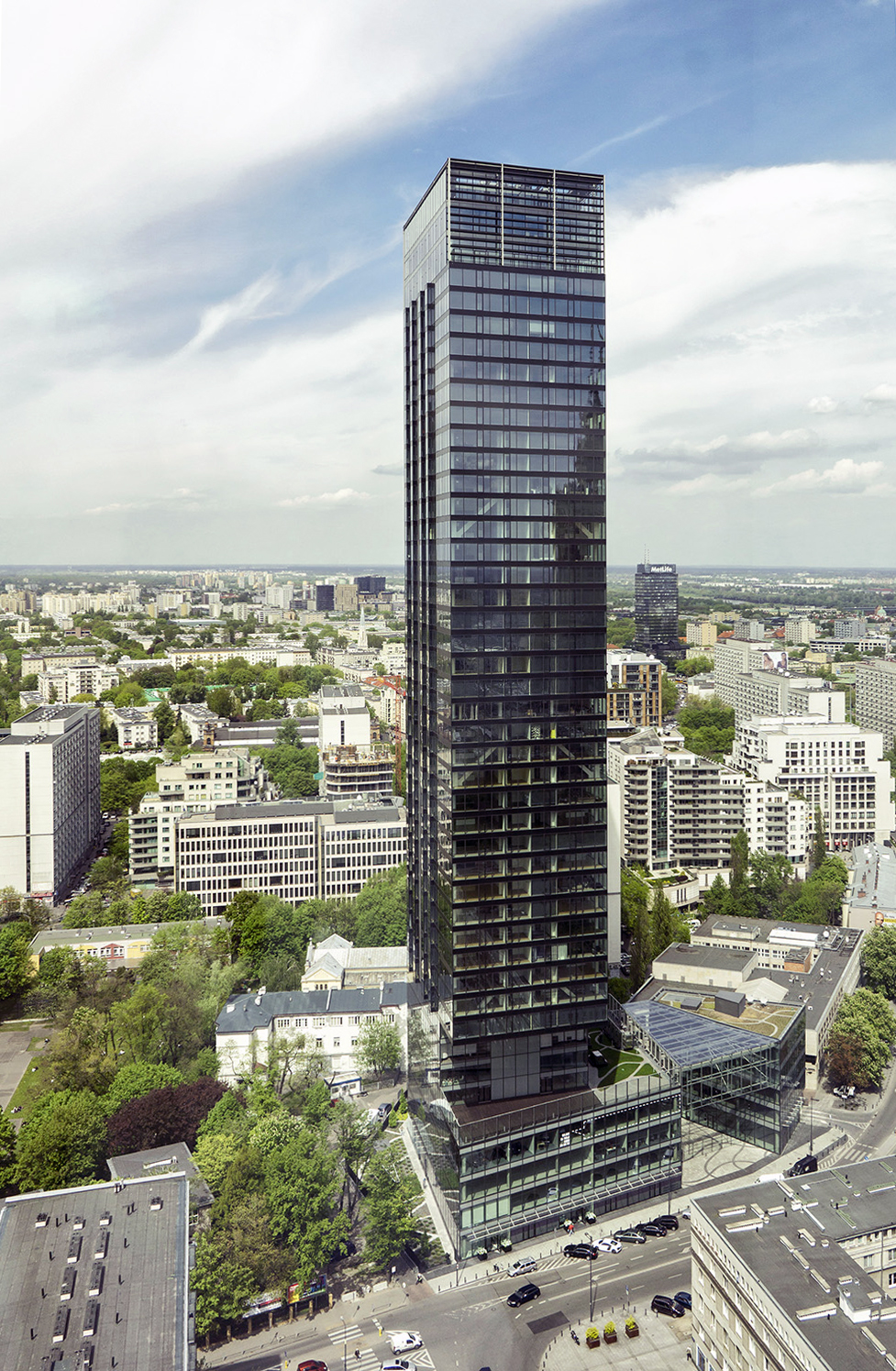
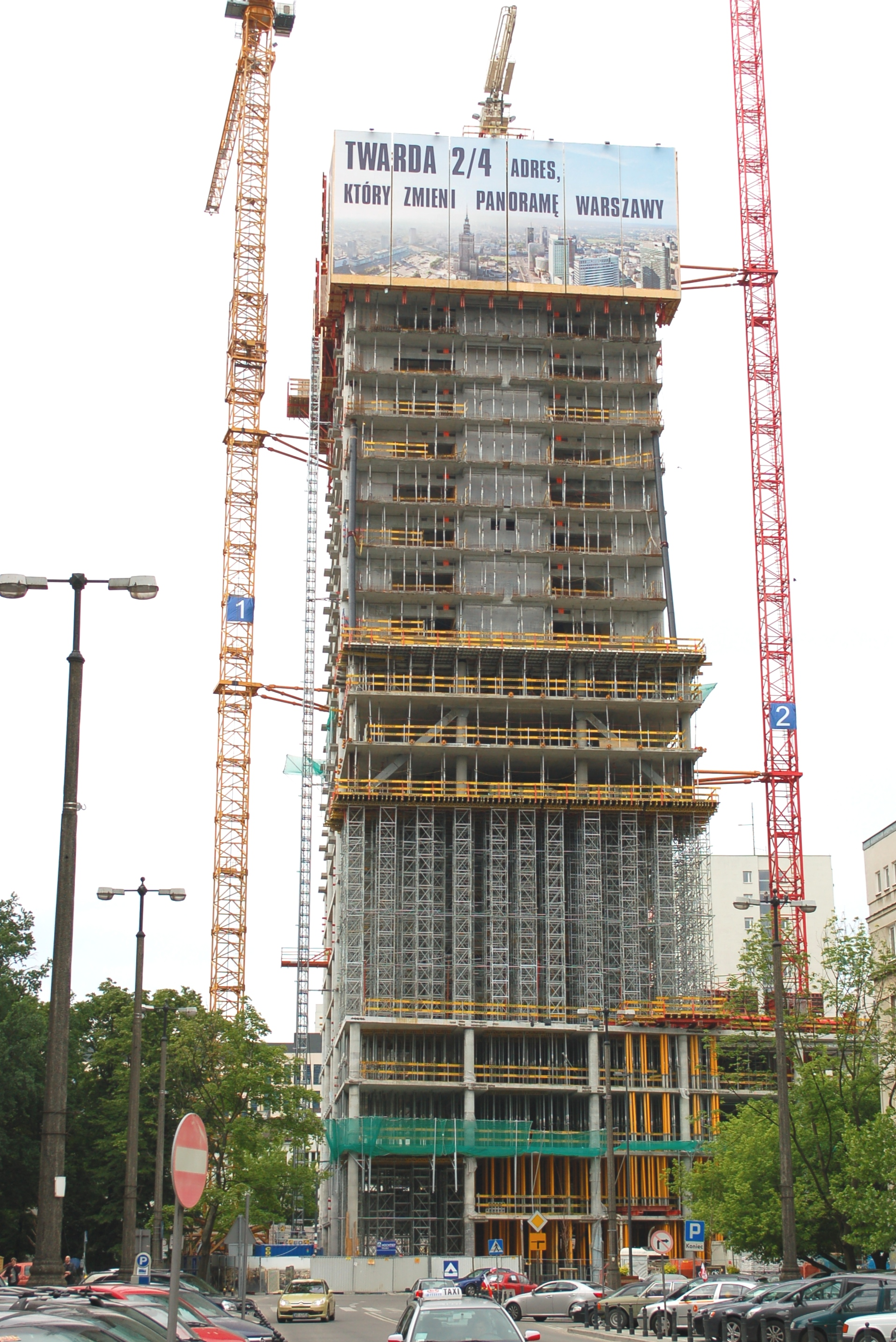
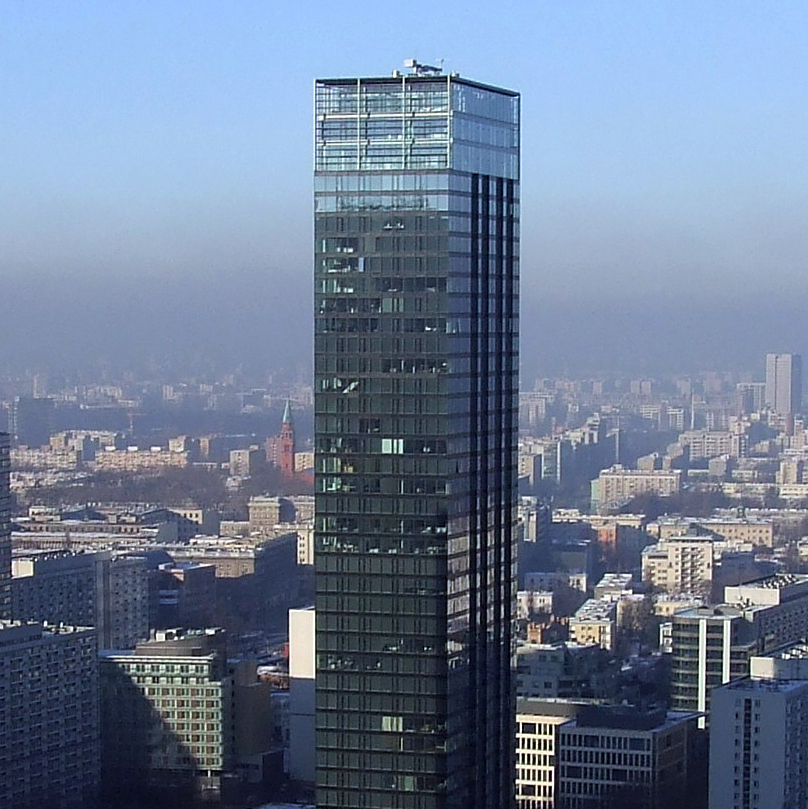
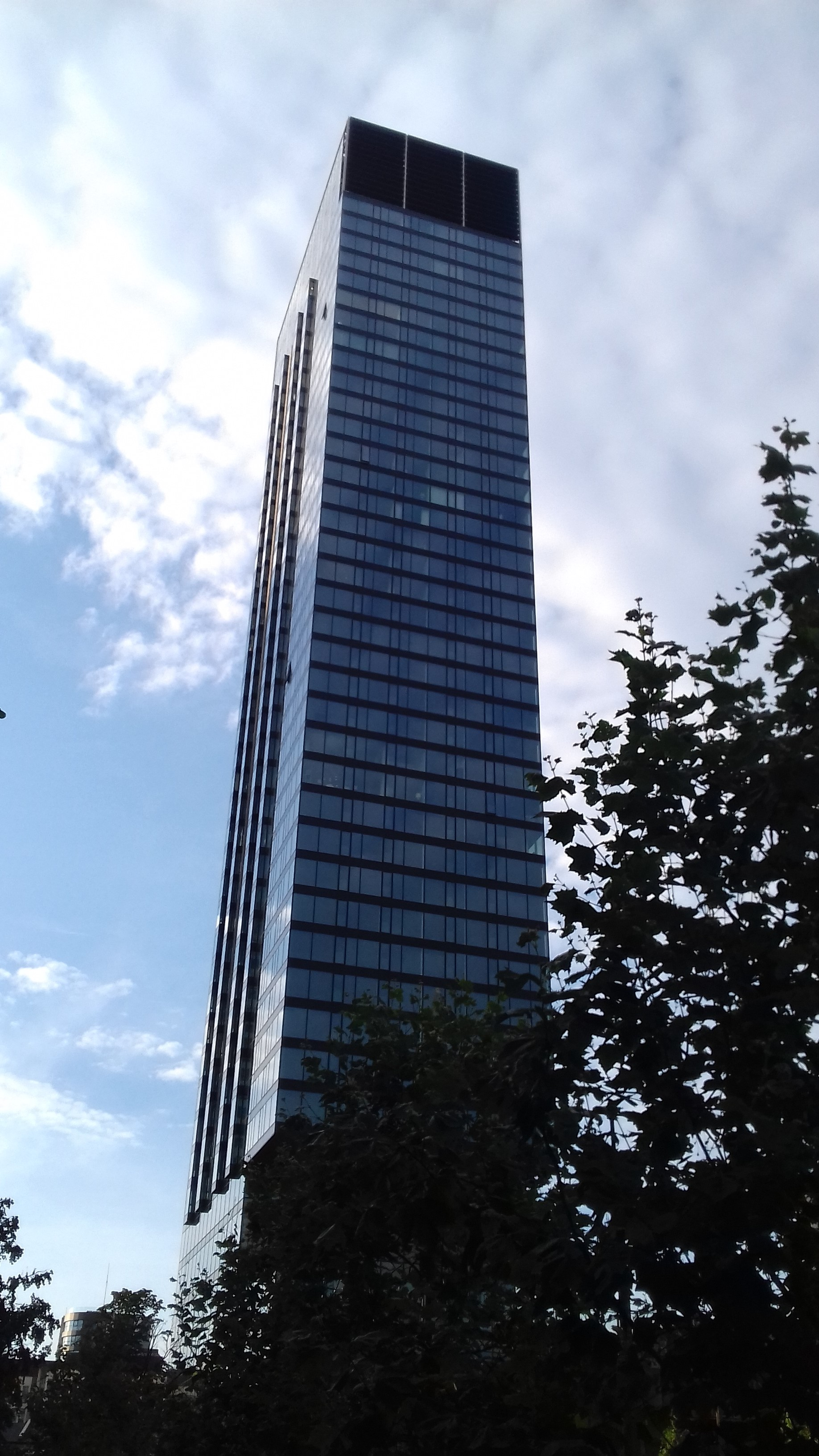